# 临川区
临川区，简称临川、古称临汝，是中华人民共和国江西省抚州市的市辖区，位于江西省东部。临川区是抚州市人民政府、中共抚州市委所在地，为全市的政治、经济、文化中心。前身为1995年4月临川县与抚州市合并而来的临川市，在2000年10月随着抚州地区撤地设市转设为抚州市，临川市则随之转设临川区，在东乡县于2016年改制为区之前，临川区也是抚州市唯一的市辖区。

## 地名
“临川”二字的起源可追溯到东汉永元八年（96年），当时划豫章郡南城县西北境设立临汝县，因境内有临水与汝水流经而得名。三国吴太平二年（257年），豫章郡东部析置临川郡，临汝县属之。隋开皇九年（589年），总管杨武通奉使安抚，将临川郡改为抚州，临汝县亦更名为临川县，“临川”自此成为县级行政区划名称。:511995年4月，临川县与抚州市合并设立临川市，2000年10月，临川市撤市设区，改为临川区。:20-21

## 地理

### 境域
临川区位于江西省东部、抚河中游地带。东邻东乡区与金溪县，西接崇仁县、丰城市，南接南城县、宜黄县，北毗进贤县。地形狭长，四周为群山环绕，中部以盆地为主。东西宽48.2公里、南北长69.8公里，全区总面积2120.74平方公里。:51:63

### 地形地貌
临川区地处赣抚平原向武夷山区过渡的地带，地形南北长、东西窄，整体呈南高北低格局。区境四周多丘陵，中部为冲积平原和盆地地貌，盆地外围的山地主要由变质岩构成。海拔大多在30-80米之间。南部的芙蓉山为境内最高点，海拔1176米；东部的灵谷峰海拔321米。:63江西第二大河流抚河自东南向西北流经市境，至千金陂分为两支，流经临水口後合二为一，随即进入进贤县，该河也是该區与金溪、进贤二县的界河，在临川一带重要的支流有梦港、临水、云山河等。

## 行政区划
临川区下辖7个街道办事处、19个镇、8个乡：
青云街道、西大街街道、荆公路街道、六水桥街道、文昌街道、城西街道、钟岭街道、上顿渡镇、温泉镇、高坪镇、秋溪镇、荣山镇、龙溪镇、大岗镇、云山镇、唱凯镇、罗针镇、罗湖镇、太阳镇、东馆镇、腾桥镇、青泥镇、孝桥镇、抚北镇、崇岗镇、展坪镇、连城乡、桐源乡、湖南乡、七里岗乡、嵩湖乡、鹏田乡、茅排乡、河埠乡、荣山垦殖场、七里岗垦殖场和开发区管理委员会。

## 历史

### 设县前
夏商时期，临川地区属扬州地；西周至春秋时期，属吴地；战国时期，初属吴地，中期属越地，后期属楚地，秦灭六国后，该地属九江郡。汉朝沿袭旧制，仍属九江郡，后在高祖六年（公元前201年），划归豫章郡南城县。:20:17

### 临汝县时期
东汉永元八年（96年），豫章郡南城县西北境划出设立临汝县，属豫章郡，此为临川建制之始。吴太平二年(257年)，豫章郡东部析置临川郡，属扬州，郡治设在临汝县。南朝齐建元元年，临川郡治迁往南城。南朝梁天监年间(502-519年)，临川郡治迁回临汝县。普通元年，临汝县的一部分被划出建定川县。:14

### 临川县时期
隋开皇九年（589年），随着隋师平定南朝陈，临川郡改为抚州。抚州下辖的西川县与定川县并入临汝县，临汝县更名为临川县。大业三年（607年），抚州复改为临川郡，临川县亦属之。:14

唐武德五年（622年），临川郡再度改为抚州，临川县亦然属之。天宝元年（742年），抚州又改为临川郡，到了乾元元年（758年），临川郡又再次改为抚州。宝应元年（762年），时任抚州刺史王园以赤岗交通不便为由将抚州州治与临川县治迁至樊水西陲（今抚州市城西街道）。中和五年（885年），时任抚州刺史危全讽又以樊水西陲地势低洼为由再度将抚州州治与临川县治从樊水西陲迁至羊角山（今抚州市六水桥街道抚州一中校址内）。光启三年（887年），修城墙，内建子城，外建罗城。:14-15:51-52:8

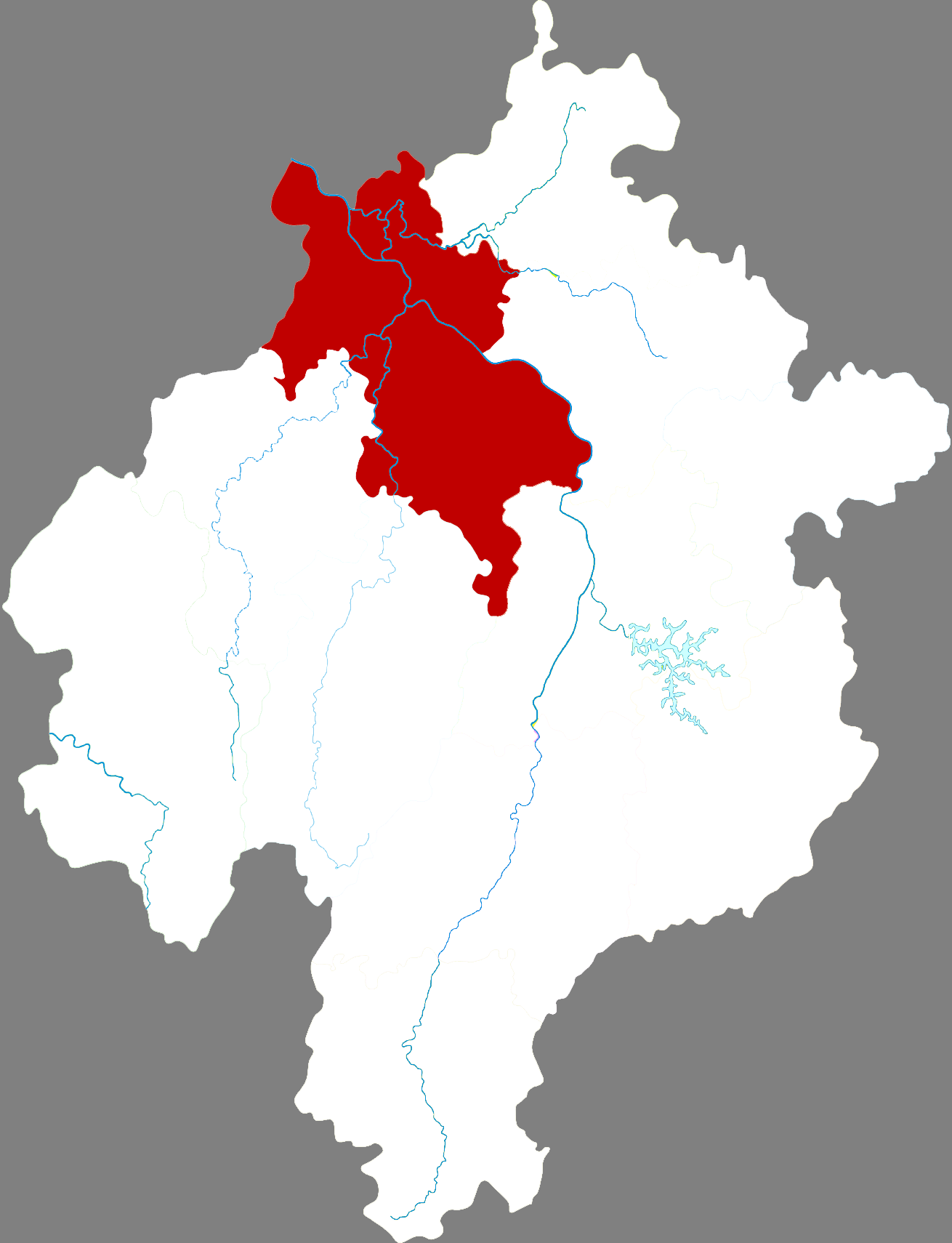
临川区在抚州市的位置

五代十国后梁龙德元年（921年）。抚州改为昭武军，抚州刺史升为昭武军节度使。后晋天福二年（937年），昭武军改为抚州。南唐昇元五年（940年），抚州太守周守祚扩建州城（罗城），设13门，城门上各建有楼、疏通护城河，河道深度达到一丈。后周显德五年（958年），临川县的归政乡被划出设立金溪场。:15:8
宋淳化五年（994年），临川县的归德乡、顺德乡、顺政乡与先前被划出设立金溪场的归政乡合并组建金溪县。元至元十三年（1276年），抚州改为抚州路。至正十八年（1361年），陈汉攻克抚州城。至正二十二年（1362年）正月，朱元璋改抚州路为临川府，但在不久后复改为抚州路。:15-16:9
明洪武元年（1368年），抚州路改为抚州府。正德七年（1512年），临川县的安宁乡、长寿乡、移风乡和遵化乡以及延寿乡的4都、崇德乡的1都组建东乡县，县治设在孝岗。:16:10
清顺治二年（1645年），清兵进入抚州城，曾享应、揭重熙先后举兵，互相策应但兵败。顺治三年（1646年）八月，揭重熙攻克抚州，但随后退驻至王洞。咸丰六年（1856年），太平军攻陷抚州城。咸丰八年（1858年），清军重新攻占抚州城。咸丰十一年，二月十一日太平军反攻抚州城，占领了青云峰；十二日进攻南门和清风门，兵败；七月再度攻城，依旧兵败。宣统二年（1910年），临川县议事会、参事会成立。:17-18:10-11
民国元年（1912年），撤抚州府，临川县属江西省、县署改为县公署。民国三年（1914年），江西省设4道，临川县属豫章道。:18-19:12
民国十五年（1926年），废道，临川县再度属江西省。民国十六年（1927年），县公署改为县政府。:19-20:13
民国二十一年（1932年），开始推行保甲制度，同年江西省设置了13个行政督察区，临川属第七行政督察区，区治设在临川。:22:14
民国二十二年（1933年），抚州城设羊城镇与东外镇。二十三年（1934年），全县分为8个区，区下设68个联保办事处，共辖729个保。民国二十四年（1935年），四月二十四日，全省13个行政督察区并为8个行政督察区，临川属第七行政督察区，第七行政督察区机构搬迁至南城县。:22:14
民国二十八年（1939年），四月起日军飞机开始轰炸临川，七月开始拆除县城城墙便于疏散。民国三十一年（1942年），六月五日日军占领县城，六月七日日军开始屠杀县城群众、烧毁民房，八月二十三日日军撤离县城，并在全县各地撒放带毒细菌导致鼠疫、霍乱流行，还炸毁行易桥（今文昌桥）桥墩两座。整个沦陷期间，日军杀害全县群众15885人、烧毁房屋9596幢、抢去耕牛9487头、掠夺粮食60万余斤，单论县城就造成两万多人流离失所，财产损失98亿法币。:15:24
民国三十二年（1943年）夏，调整乡镇，将61乡7镇调整为39乡5镇。民国三十三年（1944年），六月二十一日临川县临时参议会成立，七月一日临川县国民兵团成立。民国三十七年（1948年），全县8个区并为6个区，共辖39个乡5个镇。:24-26

### 县市分治时期
民国三十八年（1949年），五月九日，中共与中国人民解放军第二野战军第四兵团第十四军在在县城行易桥东与国民党守军战斗1小时后入城，当天第二野战军十四军政治部主任荆克洲宣布临川解放，同月十三日中共临川县委员会、临川县人民政府成立，随后区级人民政府相继成立，七月，羊城镇与东外镇从临川县划出，设立临川市，临川县治另设上顿渡镇。:26:16
1949年10月，全县划为8个区，共辖39个乡3个镇。:26
1950年4月16日，临川市并入临川县并改设城关区，为县治所在地，7月，全县划为13个区，共辖128个乡3个镇。:26:17
1951年6月，城关区改为抚州市，为县辖市。1953年2月，抚州市改称抚州镇，为县辖区级镇，9月增设水上区，至此全县有14个区、1个区级镇，共辖202个乡和3个镇。1954年4月15日，抚州镇升为县级镇，划归抚州专区行政公署管辖，临川县、抚州镇（市）分治始于此，但县治仍设在此。:26-28
1956年3月，撤销区委，改设8个区工作队，全县202个乡并为80个乡、3个区级镇。1957年3月，撤销区工作队，恢复区工委，增设泽泉乡，同月小港桥、李四村等11个村划归东乡县管辖。1958年12月，国营长岭垦殖场划归抚州市管辖。:28-29
1960年，抚州地区林业科学研究所与太阳畜牧场、山口农场合并建立太阳垦殖场，归临川县管辖。1962年6月，长岭人民公社从抚州市划回临川县，9月，撤销温圳、唱凯、湖南、展坪4区，增设孝桥区。1963年6月，箭港人民公社分别划入南昌县和丰城县管辖，10月1日，抚州专区抚州市改为临川县抚州镇，仍为县级镇，但名义属临川县，11月，丰城县株山人民公社城坊等6个大队划归临川县管辖，并成立魏坊人民公社。:29-31
1965年4月，撤销桂花、龙桥、北堡、南头、鄢坊人民公社，7月，全县改设7个区工委，共辖63个农村人民公社，3个镇人民公社和2个国营垦殖场。1966年3月，撤销圹湾、安岗、玉湖、新坪、安全人民公社。1968年4月30日，临川县革命委员会成立，各公社革命委员会相继成立。10月，7个区被撤销，将55个农村人民公社和3个镇调整为30个人民公社和3个国营垦殖场。:31-33
1969年3月3日，临川县迁治上顿渡镇，同月23日，孝桥、钟岭、金坪划归抚州市管辖，李渡、长山晏、前途、文港、温圳划归进贤县管辖，崇仁县的秋溪人民公社划入临川县管辖。10月10日名义属临川县的抚州镇再度升为县级市，由抚州专区行政公署管辖。:33
1987年8月，国务院批复同意抚州地区将临川县与抚州市合并为临川市，为县级市，但由于合并事宜繁杂，便未立即执行。:21

### 临川市时期
1995年4月20日，中共临川市委员会、临川市人民政府挂牌成立，新组成的临川市政府置原抚州市青云街道赣东大道，新组成的中共临川市委则置原临川县上顿渡镇建设路，原临川县管辖区域设副县级区上顿渡辖区，原抚州市管辖区域设副县级区文昌桥辖区。:21:98
1997年6月，孝桥乡与洋洲乡撤乡建镇。1999年5月，华溪、太阳、东馆、荣山、秋溪、崇岗撤乡建镇。:21

### 临川区时期
2000年6月23日，国务院发布了《国务院关于同意江西省撤销抚州地区设立地级抚州市的批复》，同意撤销抚州地区和县级临川市，设立地级抚州市，抚州市设立临川区。
2000年10月，抚州地区正式撤地设市，临川市也随之撤市设区。
2001年12月，城西乡、钟岭乡转设街道，洋洲镇与桥东街道合设文昌街道，河东乡、河西乡并入上顿渡镇，莲源乡并入荣山镇，三桥乡并入高坪镇，华溪镇与罗湖镇合并为罗湖镇，温泉乡与红桥镇合并为温泉镇。
2006年4月7日，临川区的城西街道、钟岭街道、崇岗镇由抚州市新成立的抚州金巢经济开发区管理委员会代管（今抚州高新区）。:181
2009年2月3日，文昌桥辖区与上顿渡辖区的党政机关从各自的辖区整体搬迁至位于上顿渡镇新建成的临川区行政中心合署办公，文昌桥辖区与上顿渡辖区也随之撤销。
2018年4月18日，临川区的湖南乡、七里岗乡、太阳镇、七里岗垦殖场、灵谷峰景区由抚州市新成立东临新区管委会代管。
2018年11月13日，展坪乡撤乡建镇，揭牌仪式于当日上午举行。

## 经济与社会
2023年，临川区生产总值626.04亿人民币，按不变价计算，同比增长6.5%。分产业看，第一产业增加值57.63亿元，同比增长4.5%；第二产业增加值292亿元，同比增长9.1%；第三产业增加值276.4亿元，同比增长4.2%，三次产业结构为9.2∶46.6∶44.2。
2020年第七次全国人口普查时，临川区有常住人口1,102,421人。截止2023年，临川区有常住人口110.66万人，其中男性人口56.76万人，女性人口53.91万人，总人口性别比为105.28。
在廣播電視方面，中華人民共和國的主要媒體中國中央電視台、中央人民廣播電台、江西廣播電視台等的信號皆可在临川区接收。在临川区成立前，中共临川市委、临川市人民政府还曾拥有自己的官方报刊《临川报》，但在1997年以前停刊:18-20。

## 交通
1966年，向樂鐵路通车，此为临川铁路运输之始，该铁路在区内设有抚州北站和临川站两座车站。在公路方面，临川地區早期的公路為連接鄰近州县的古道，多用於民間行旅、經商往來，东南可至福建、西北可抵南昌，还有连结宜黄、金溪、东乡等县的驿路:5-9。民國二十年（1931年），连结临川与金溪的临金线公路通车，此即316国道之前身:31-32，二十一年（1932年）4月，临川至南城公路通车，这些公路在中華人民共和國成立後均进行过改造:36。316国道、福银高速公路、东昌高速公路、抚吉高速公路、抚金高速经行临川区。